# Deir Qanoun Al Naher
Deir Qanoun Al Naher est un village situé dans la région occidentale du sud du Liban, à 83 kilomètres au Sud de Beyrouth et à environ 40 kilomètres au Sud de Sidon.
Frontières géographiques :
- À l'ouest : Borj Rahhal et Abbassiyé
- À l'est : Jannata et Maaroub

## Galerie

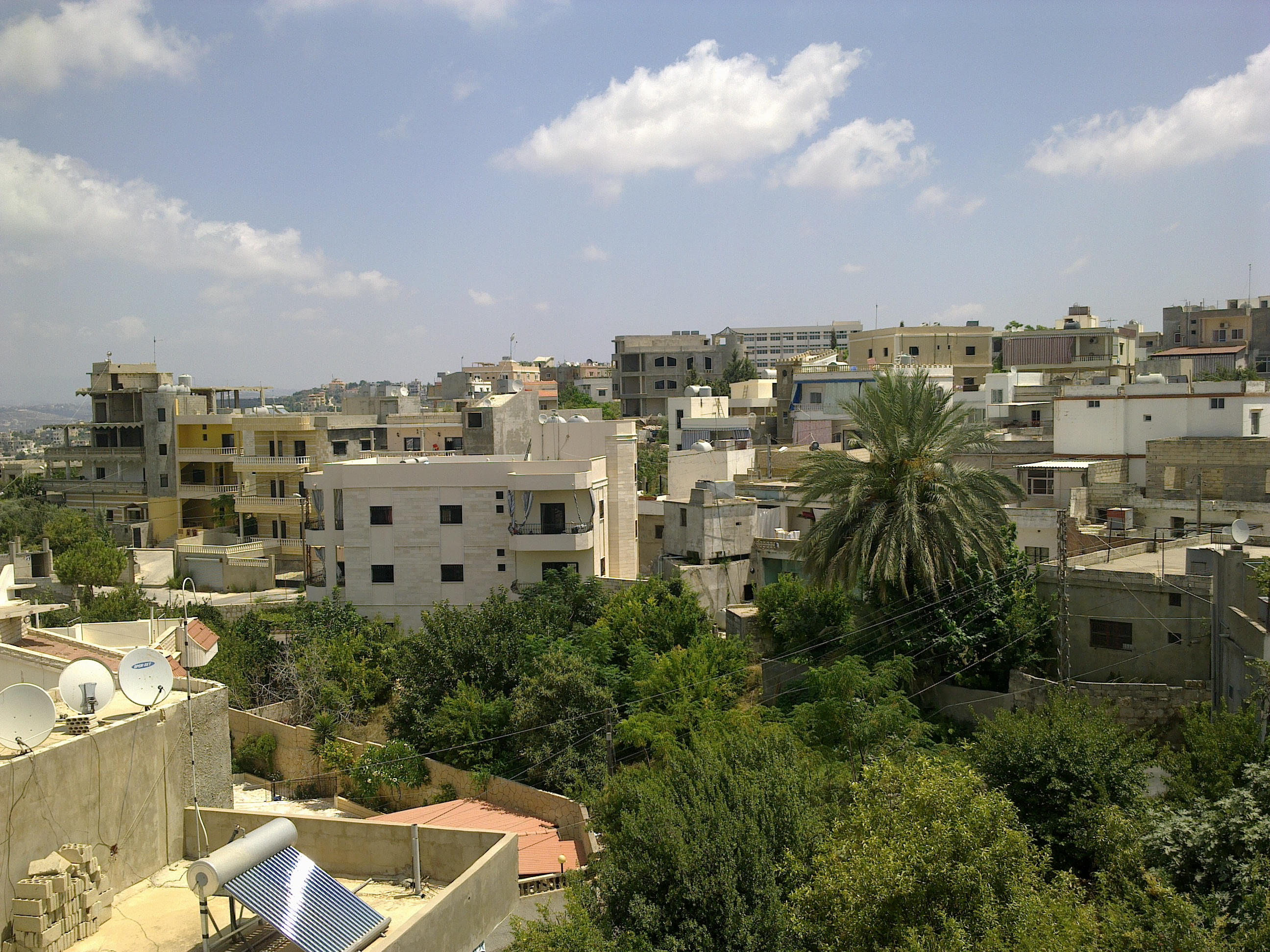
Deir Qanoun Al Naher
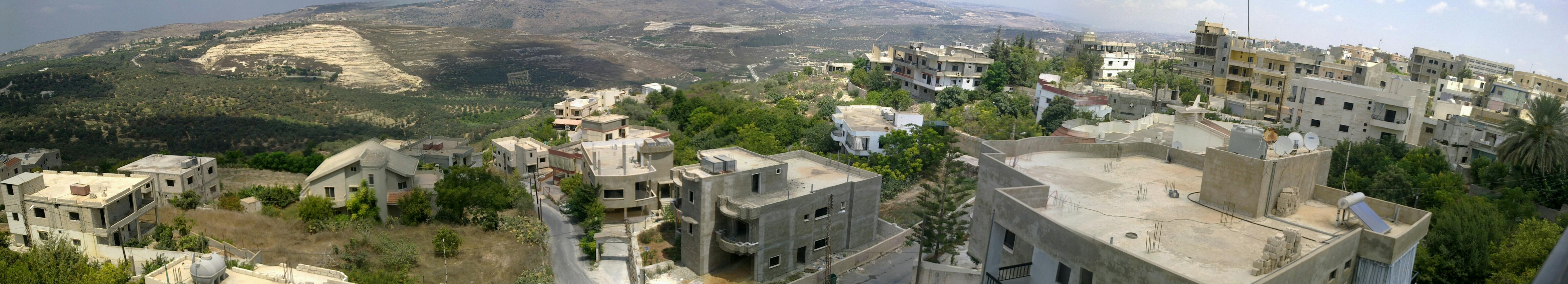
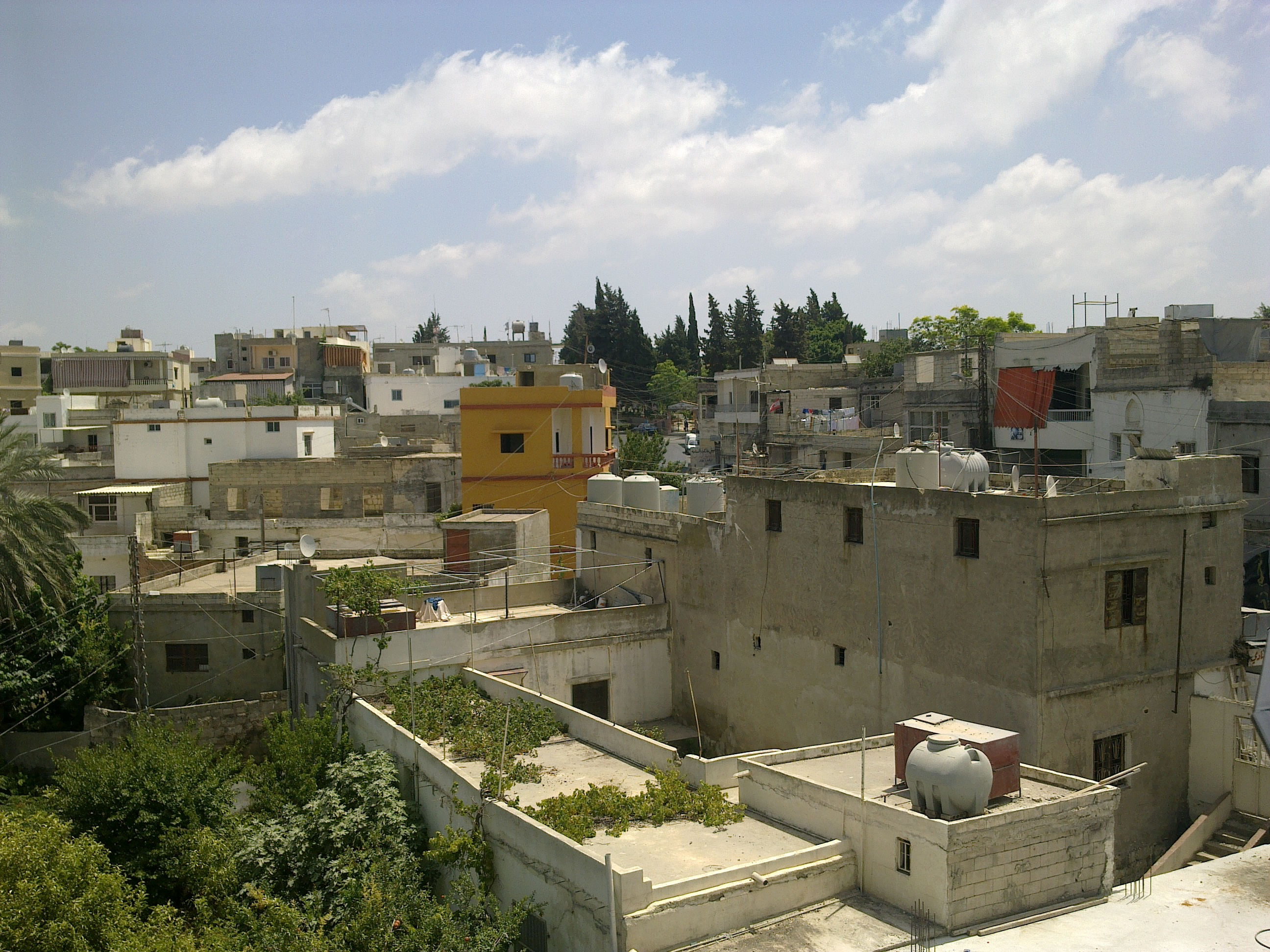